# Александру Тіролер
Александру Тіролер (рум. Alexandru Tyroler, угор. Tyroler Sándor; 19 жовтня, 1891, Свєти Криж — 3 лютого, 1973, Будапешт) — румунський шахіст.

## Життєпис
Походив з єврейської сім'ї. 1912 року взяв участь у міжнародному турнірі в Тімішоарі, на якому посів 5-те місце. Після Першої світової війни і розпаду Австро-Угорщини став громадянином Румунії. У 1920-х роках був одним з провідних шахістів Румунії. На чемпіонатах Румунії завоював три золоті (1926, 1927, 1929), срібну (1934) і дві бронзові (1930, 1931) медалі.
В 1928 році в Гаазі представляв Румунію на світовій першості з шахів серед любителів, на якій посів 15-те місце, а переміг Макс Ейве).
Представляв збірну Румунії на найбільших командних шахових турнірах:
- У шаховій олімпіаді брав участь 1930 року;
- у неофіційній шаховій олімпіаді брав участь 1926 року і в командному заліку завоював бронзову медаль[4].